# Potěhy
Potěhy település Csehországban, a Kutná Hora-i járásban. Potěhy Žleby, Bratčice, Horky, Drobovice, Adamov és Tupadly településekkel határos. Lakosainak száma 652 fő (2024. január 1.).

## Népesség
A település lakosságának változását az alábbi diagram mutatja:
| Lakosok száma | 730  | 869  | 840  | 539  | 567  | 609  | 629  | 641  | 620  | 652  |
|               | 1869 | 1900 | 1921 | 1961 | 1980 | 2011 | 2016 | 2019 | 2021 | 2024 |